# 伊格纳西奥·埃斯库德
伊格纳西奥·埃斯库德（西班牙語：Ignacio Escudé，1964年1月9日—），西班牙男子曲棍球运动员。他曾代表西班牙参加1984年、1988年和1992年夏季奥林匹克运动会曲棍球比赛，最好名次为1992年奥运会的第五名。

## 家庭
哥哥海梅·埃斯库德，弟弟哈维尔·埃斯库德。
侄子波尔·阿马特、桑蒂·弗雷克萨。